# 茨城県立真壁高等学校

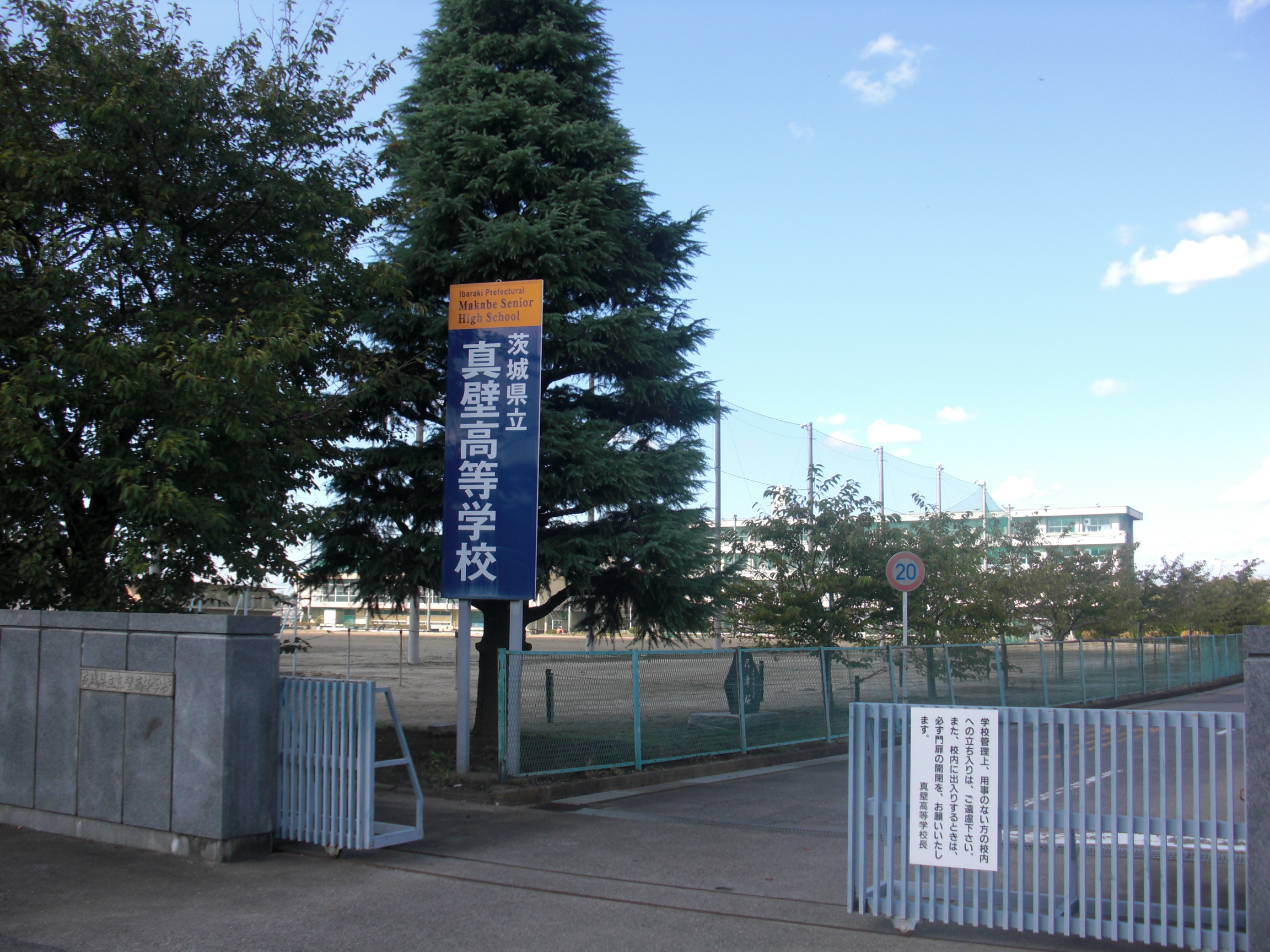
校門

茨城県立真壁高等学校（いばらきけんりつ まかべこうとうがっこう）は、茨城県桜川市真壁町飯塚に所在する公立の高等学校。桜川市真壁町原方333番地に12.5haの稲荷原農場を持つ。

## 設置学科
- 普通科
- 農業科
- 環境緑地科 - 都市・農村・庭園・石材の設計・施工法を学ぶ[1]。
- 食品化学科

## 沿革
- 1909年（明治42年）4月2日 - 真壁町立真壁農学校として開校[2]。真壁小学校から3教室を借用し、授業を開始[2]。
- 1923年（大正12年） - 茨城県に移管され、茨城県立真壁農学校となる[2]。
- 1948年（昭和23年） - 茨城県立真壁高等学校に改称[3]。
- 1970年（昭和45年） - 茨城県立真壁農業高等学校に改称
- 1983年（昭和58年） - 茨城県立真壁高等学校に再改称
- 2025年（令和7年、予定） - 茨城県立明野高等学校を統合予定。

## 部活動
ライフル射撃部や馬術部は、全国レベルで活躍している。
運動部
- 弓道部
- 剣道部
- サッカー部
- 柔道部
- ソフトテニス部
- ソフトボール部
- 卓球部
- テニス部
- 馬術部
- バスケットボール部
- パワーリフティング部
- 野球部
- ライフル射撃部
- 陸上部

文化部
- 英語部
- 茶華道部
- 吹奏楽部
- 農業研究部

## 著名な出身者
- 石本隆一 - 歌人
- 谷島緑 - 陸上自衛官、射撃選手[4]
- 野原広子 - フリーライター